# Sebastián López de Arteaga
Sebastián López de Arteaga (Sevilla, 1610-Ciudad de México, 1652), pintor barroco español, en 1640 se desplazó a Nueva España donde introdujo el estilo naturalista.

## Biografía

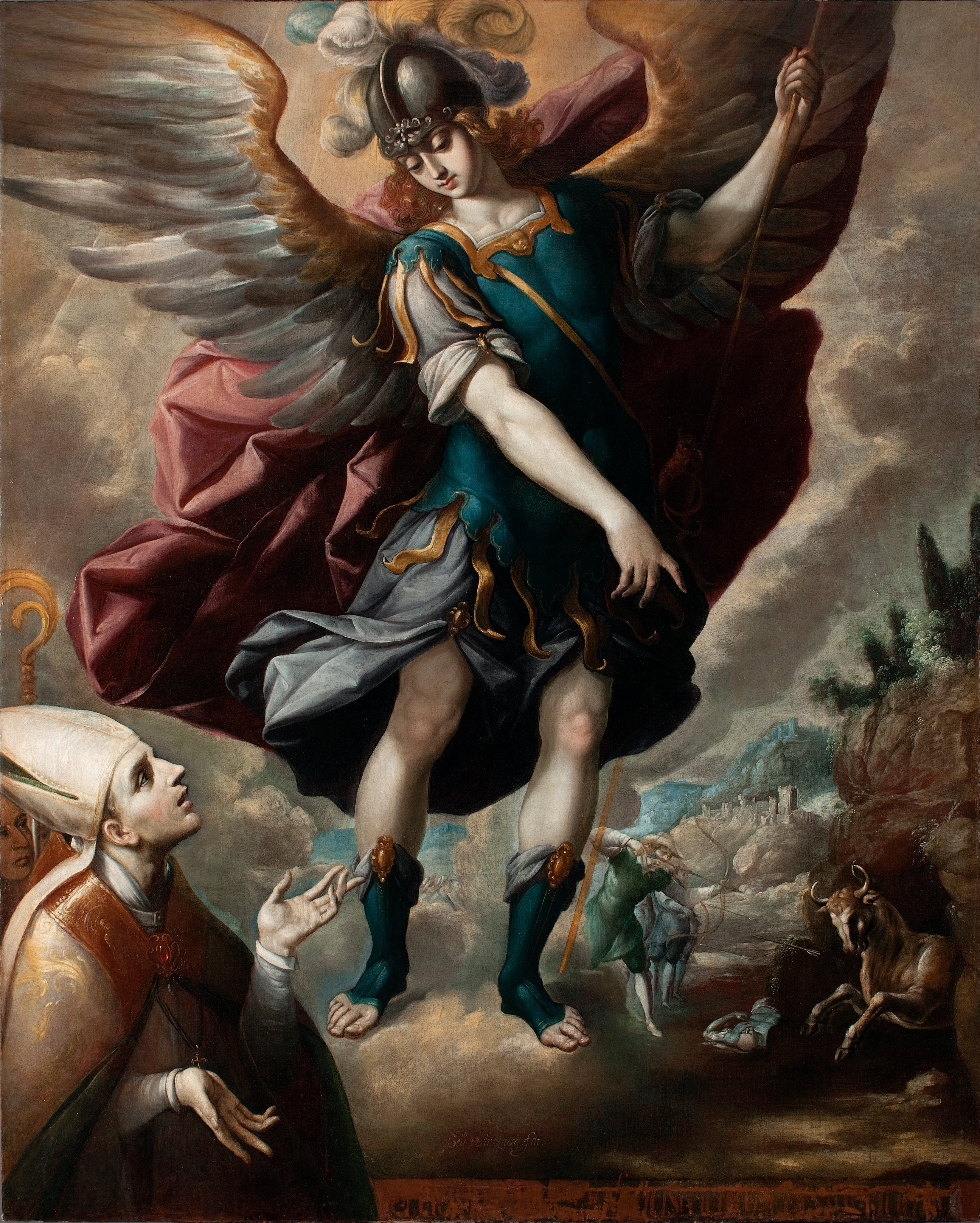
San Miguel y el toro. Museo de Arte de Denver.

Nacido en Sevilla el 15 de marzo de 1610, hijo de Sebastián López de Arteaga —fallecido el mimo año en que nació el futuro pintor— y de Inés de los Reyes, que se ocupó de su formación, se ignora todo lo relativo a su aprendizaje de la pintura, pero consta que el 19 de abril de 1630 superó el examen como maestro en el gremio sevillano de pintores. De 1630 a 1638 trabajó en la capital hispalense al frente de un taller propio en el que llegó a tener tres aprendices. En 1638 pasó a Cádiz y en 1640 se embarcó en la flotilla del virrey Diego López Pacheco para marchar a Nueva España (México), donde introdujo el estilo naturalista con fuertes claroscuros, de lo que es buen ejemplo el lienzo con La incredulidad e santo Tomás de hacia 1643 (Ciudad de México, Museo Nacional de Arte).
La primera noticia de su actividad en México, de 1642, hace referencia a su participación en la invención y pinturas del arco efímero levantado para la recepción del virrey García Sarmiento de Sotomayor con la fábula de Prometeo, con quien era comparado el nuevo virrey.
En su producción se encuentran motivos religiosos, como Los desposorios de la Virgen (Ciudad de México, Museo Nacional de Arte), en la que Santiago Sebastián advierte recuerdos en las figuras centrales de la conocida tabla de igual tema de Rafael, bien que localizada la acción en el interior del templo, y retratos, entre ellos el del arzobispo Francisco Manso de Zúñiga (Ciudad de México, Catedral Metropolitana) y diez retratos de los «Inquisidores Antiguos» que pintó por encargo del Santo Oficio, galería de retratos no conservada. Ya en 1643 solicitó el nombramiento de familiar de la Inquisición y aunque la requerida acreditación de limpieza de sangre no llegó a la Nueva España hasta después de muerto, no tardó en ser admitido como notario del tribunal, como hizo constar al firmar el Crucifijo que por su devoción pintó para el mismo tribunal, ahora conservado en el Museo de la Basílica de Guadalupe.
A mediados de la década de 1640 su paleta se fue haciendo más clara, apartándose del inicial caravaggismo, con fondos de paisaje y un mayor barroquismo en lo que ha de verse la influencia de Rubens a través de la estampa, como se advierte en La caída de los ángeles rebeldes (Nueva York, Hispanic Society of America), pintada sobre cobre, en la que el grupo de los ángeles caídos imita un grabado de Lucas Vorsterman según una pintura pérdida de Rubens.
Murió en 1652 a consecuencia de las heridas sufridas en una riña o duelo a espada, tras hacer testamento el 13 de junio diciéndose «enfermo en la cama de algunas heridas», de lo que se declaraba culpable. Dejaba por herederas universales a sus dos hijas, Feliciana y Dorotea. No pudo firmar, según declaraba el notario, a causa del estado en que se encontraba, pero todavía nueve días más tarde dictó un codicilo en el que daba alguna explicación más sobre el suceso que le iba a costar la vida y que habría tenido su origen en unas palabras injuriosas que habría pronunciado Arteaga contra el nacimiento de un Juan Manuel, aderezador de valonas, y en el que también habría participado Cristóbal Daza, pintor de países.